# Grzebienisko
Grzebienisko (deutsch 1887–1940 Kammthal, 1940–1945 Kammtal) ist ein Dorf in der Gemeinde Duszniki, Powiat Szamotulski, Woiwodschaft Großpolen in Polen. Es liegt ca. 35 km westlich der Woiwodschaftshauptstadt Posen (Poznań) und hat ungefähr 650 Einwohner.

## Geschichte
Kammthal gehörte von 1793 bis 1920 zu Preußen und war ab 1818 Teil des Kreises Samter. Das Dorf lag in dem Gebiet, das 1920 infolge des Versailler Vertrags wieder an Polen zurückging.
In Grzebienisko gibt es eine Grund- und eine Oberschule sowie eine Vorschule. Daneben existiert eine Feuerwehr und ein Schützenverein. Letzterer pflegt enge Kontakte zum Schützenverein in Faßberg, Niedersachsen. Die Wirtschaft ist vor allem durch Landwirtschaft geprägt. Neben einem staatlichen Gesundheitszentrum gibt es zwei Supermärkte und eine Apotheke. In der Ortsmitte liegt auf einer Anhöhe der alte deutsche Friedhof. Der Schützenverein unterhält auch ein kleines Museum mit landwirtschaftlichen Gegenständen aus vergangenen Zeiten.